# ليلى بنت الشاطئ (فلم)
ليلى بنت الشاطئ هو فيلم مصري تم إنتاجه عام 1959، إخراج حسين فوزي وبطولة محمد فوزي وليلى فوزي.

## أغاني الفيلم
قُدّم في الفيلم سبع أغان، هي:
| الأغنية           | المغني               | الملحن      | المؤلف         |
| ----------------- | -------------------- | ----------- | -------------- |
| أي والله          | محمد فوزي            | محمد فوزي   | مرسي جميل عزيز |
| الشوق             | محمد فوزي            | محمد فوزي   | مرسي جميل عزيز |
| صعبان عليا        | محمد فوزي            | محمد فوزي   | مرسي جميل عزيز |
| توبة والله توبة   | محمد فوزي فايزة أحمد | محمد فوزي   | مرسي جميل عزيز |
| استعراض نبع الهنا | محمد فوزي فايزة أحمد | محمد فوزي   | مرسي جميل عزيز |
| يا الأسمراني      | فايزة أحمد           | محمد الموجي | مرسي جميل عزيز |
| ليه يا قلبي ليه   | فايزة أحمد           | محمد الموجي | مرسي جميل عزيز |

## فريق العمل
- محمد فوزي
- ليلى فوزي
- فايزة أحمد
- عباس فارس
- ثريا فخري
- كمال حسين
- وداد حمدي

## روابط خارجية
- مقالات تستعمل روابط فنية بلا صلة مع ويكي بيانات